# Chiesa di Santa Chiara (Cuneo)

## Storia
Un monastero dedicato a santa Chiara si stabilì a Cuneo nel 1228. Nel 1718 venne abbattuta l'antica chiesa, per costruirne una nuova, che fu completata nel 1719 e ritoccata nel 1828. Il convento era molto fiorente ed accoglieva le figlie delle maggiori famiglie cuneesi. Per via delle leggi riguardanti l'incameramento dei beni ecclesiastici nel 1855, le clarisse dovettero cedere il convento al comune. La resistenza delle suore e la loro fuga, avvenuta il 3 agosto 1857, sono narrate da C. Fresia in Memorie sparse di vita cuneese. La chiesa venne riaperta nel 1918, per merito dei salesiani.

### Descrizione
La facciata è composta da due linee oblique, tra cui si svolge una linea concava: un corpo centrale sporgente s'innalza nella parte mediana, coronata da un frontone. Numerose lesene con capitello ionico movimentano il prospetto. La chiesa ha una pianta a croce greca. Nell'incrocio delle due navate s'innalza un tamburo. Un cornicione fortemente pronunciato, sorretto da doppie lesene corinzie, rafforzate da otto colonne al termine dei bracci, corre su tutta la chiesa e s'ammorbidisce nell'ellisse dell'abside. Per le notevoli affinità con i rilievi decorati di Santa Croce, questi stucchi possono essere attribuiti a Domenico Beltramelli. La decorazione è del luganese Pietro Antonio Pozzi. Degne di considerazione sono i numerosi affreschi di Gian Carlo Aliberti. Sei quadri rappresentano la vita di Santa Chiara. I due affreschi più belli sono quelli parietale sinistro del presbiterio, che rappresenta Santa Chiara condotta in portantina e quella della cupola.